# Coelotes microps
Coelotes microps är en spindelart som beskrevs av Schenkel 1963. Coelotes microps ingår i släktet Coelotes och familjen mörkerspindlar. Inga underarter finns listade i Catalogue of Life.